# داجوبيرت الأول
داجوبيرت الأول (بالفرنسية: Dagobert Ier)‏ (ولد عام603-مات في يناير عام639) كان ملك أوستراسيا (من عام 623 إلى 634)،وملك نيوستريا وبورغندي كان أخر السلالة الحاكمة من ميروفنجيون والذي استخدم سلطته الملكية ببراعة. داجوبيرت كان أول ملك فرنجي يولد في الأضرحة الملكية في كاتدرائية سان دوني.

## معرض صور

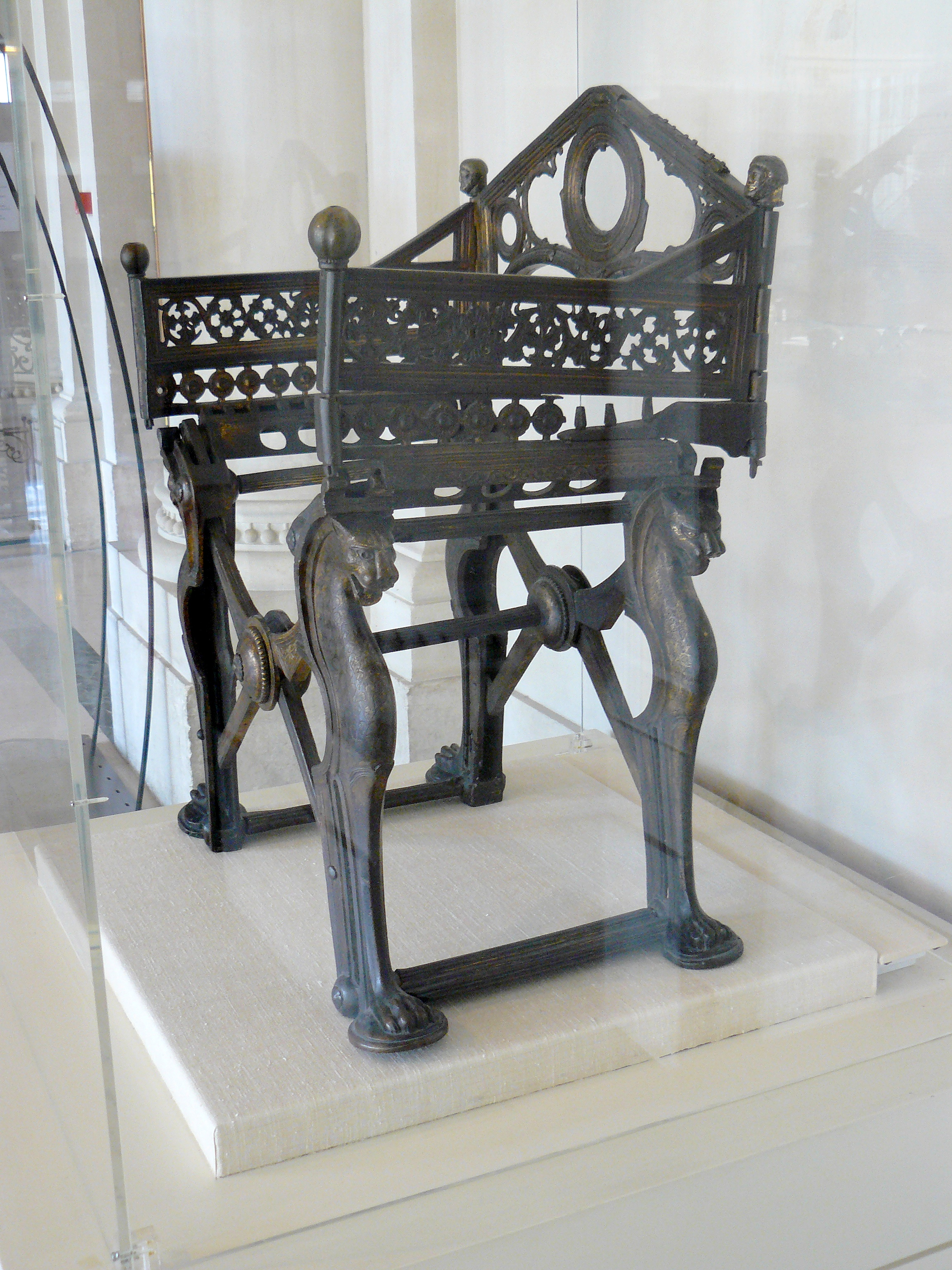
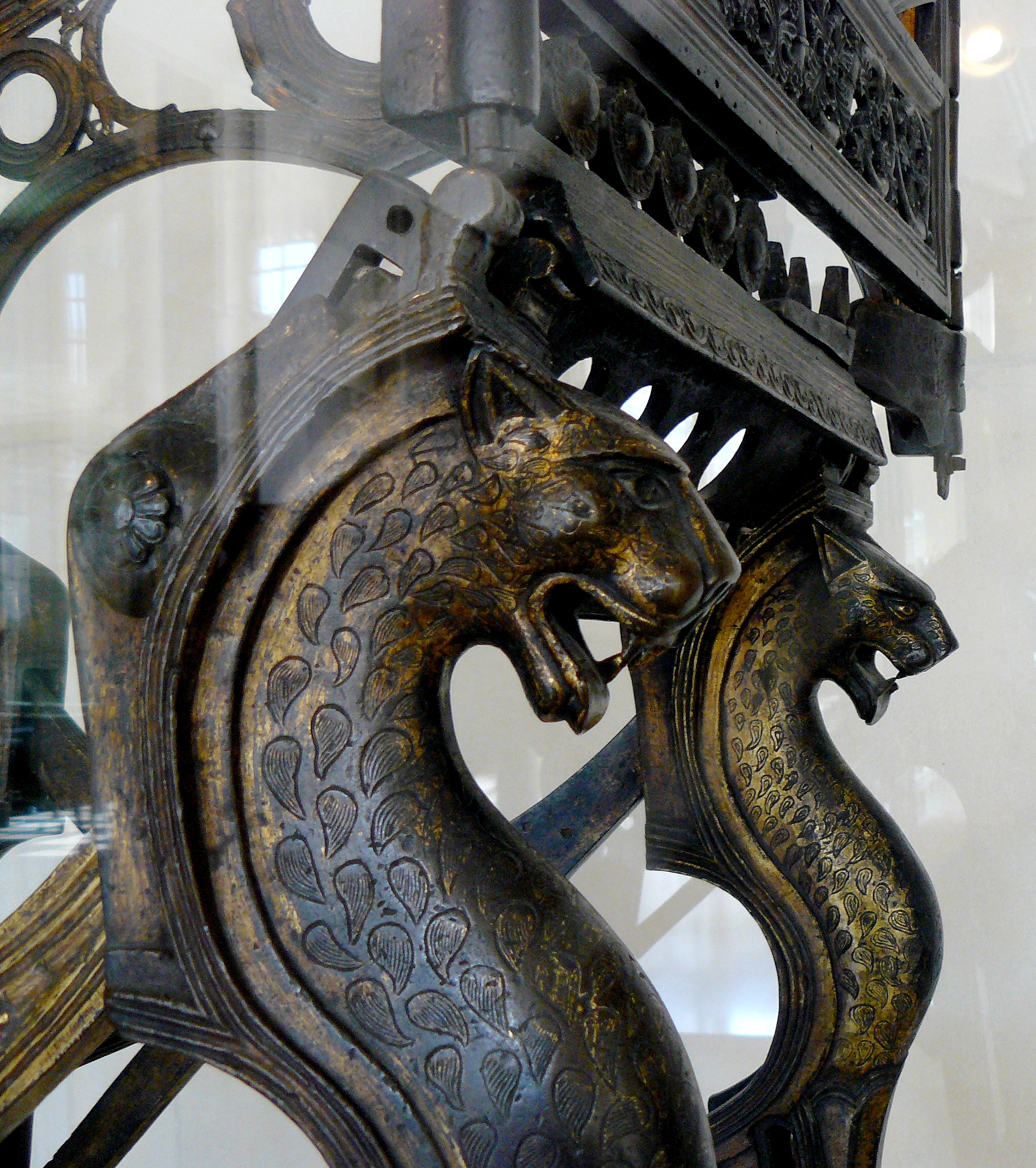
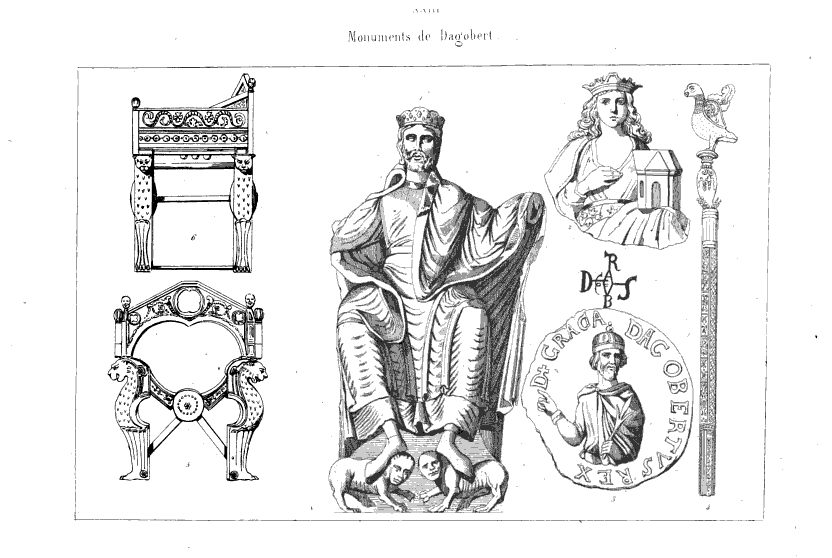